# 大都市地域における特別区の設置に関する法律
大都市地域における特別区の設置に関する法律（だいとしちいきにおけるとくべつくのせっちにかんするほうりつ、平成24年9月5日法律第80号）は、道府県が大都市地域に特別区を設置する際の諸手続きに関する日本の法律である。略称は大都市地域特別区設置法。

## 概要
2011年11月27日に投票された2011年大阪市長選挙と2011年大阪府知事選挙で「大阪都構想」の実現を掲げる大阪維新の会の候補が当選した後に、みんなの党及び新党改革が2012年3月9日に「地方自治法の一部を改正する法律案」を提出し、自民党と公明党が2012年4月18日に「地方自治法の一部を改正する法律案」を提出し、さらに政権与党の民主党と国民新党が「大都市地域における地方公共団体の設置等に関する特例法案｣を提出した。6月13日から各会派で一本化に向けた協議が行われた上で、2012年7月30日に「大都市地域特別区設置法案」が共産党と社民党を除く超党派の7会派によって共同で国会に提出され、2012年8月29日に国会で可決し、成立した。
道府県の区域内において、政令指定都市と隣接自治体の人口が計200万人以上の地域が、市町村を廃止して特別区を設置することができると定めている。道府県と基礎自治体は特別区設置協議会を設置した上で特別区設置協定書を作成し、各自治体の議会による協定書の承認を経たのちに、関係市町村の住民投票で過半数の賛成を経た上で、市町村を廃止したうえで特別区を設置する手順となっている。
道府県の区域内において特別区が設置され特別区を包括する道府県となった後、特別区に隣接する地域に新たに特別区を設置する場合についてもこの法律の第13条が適用され、道府県の区域内における特別区の設置の規定が準用される。ただし元の市町村の区域を分割して2以上の特別区を設置する場合は、住民投票に関する第7条が準用され住民投票が行われる（第13条第1項）が、元の市町村の区域を分割しないように新たな特別区を設置するなら、住民投票に関する第7条が準用しないため（第13条第2項）上記の手続きのうち、選挙人の投票（住民投票）は不要になる。
なお東京都において市町村を廃止して特別区を設置する場合には、この法律は適用されず地方自治法第281条の4の規定により、関係議会の議決のみで住民投票を行わずに実施できる。

## 特別区を設置した道府県の名称
特別区を設置した道府県は、この法律によって、地方自治法の他の法令の規定の適用について都とみなされる（第10条）。この「都」は、首都を意味するのではなく、「その区域内に特別区を抱える道府県」を指す。従って特別区を設置した道府県は、法令上現時点で唯一の「都」である首都・東京都と同種類とみなされるのである。ただし、あくまで道府県が法令上「都」とみなされるだけであり、実際の名称変更には法律の制定が必要になる。これは地方自治法第3条第2項の規定に則ったもので、例えば仮に大阪都構想が実現し、大阪府が「都」と分類された場合でも、実際に「大阪都」へ名称変更するためには「大阪府の名称変更に関する法律（例）」というような法律を新たに制定しなければならない。この場合、憲法95条の規定により制定には住民投票（住民の過半数の同意）が必要になる。